# Захарий Иванович Кошкин
Захарий Иванович Кошкин (ум. в середине XV века) — московский боярин, младший сын боярина Ивана Фёдоровича Кошкина, прямой предок Романовых.

## Биография
Вероятно был боярином. 
Впервые Захарий Иванович упоминается в 1432 году, когда присутствовал на свадьбе Великого князя Василия II Тёмного, где был одним из инициаторов скандала, который произошёл из-за пояса Василия Косого.
В 1438 году Захарий Иванович даровал Троицкому монастырю пустошь Фёдоровскую на Нерехте, а также варницу с двором на посаде.
В 1455 году он упомянут в летописи среди литовских воевод, которые напали на русские пограничные города.

## Брак и дети
Имя жены Захарии Ивановича неизвестно. Дети:
- Яков Захарьевич (ум. 15 марта 1511), боярин в 1479 году.
- Юрий Захарьевич (ум. 1503/1504), боярин с 1483/1484 года.
- Василий Захарьевич Ляцкий.